# Ропчице (гмина)
Ропчице (пол. Ropczyce) — городско-сельская гмина (волость) в Польше, входит как административная единица в Ропчицко-Сендзишувский повет, Подкарпатское воеводство. Население — 25 965 человек (на 2004 год).

## Демография
| Перепись                       | Всего   | Всего | Женщины | Женщины | Мужчины | Мужчины |
| ------------------------------ | ------- | ----- | ------- | ------- | ------- | ------- |
| Единицы                        | человек | %     | человек | %       | человек | %       |
| Население                      | 25 965  | 100   | 13 062  | 50,3    | 12 903  | 49,7    |
| Плотность населения (чел./км²) | 186,8   | 186,8 | 94      | 94      | 92,8    | 92,8    |

## Сельские округа
1. Бжезувка
2. Гнойница
3. Любзина
4. Лончки-Кухарске
5. Мала
6. Недзвяда
7. Оконин

## Соседние гмины
1. Гмина Дембица
2. Гмина Острув
3. Гмина Сендзишув-Малопольски
4. Гмина Велёполе-Скшиньске